# Auriga (esclau)

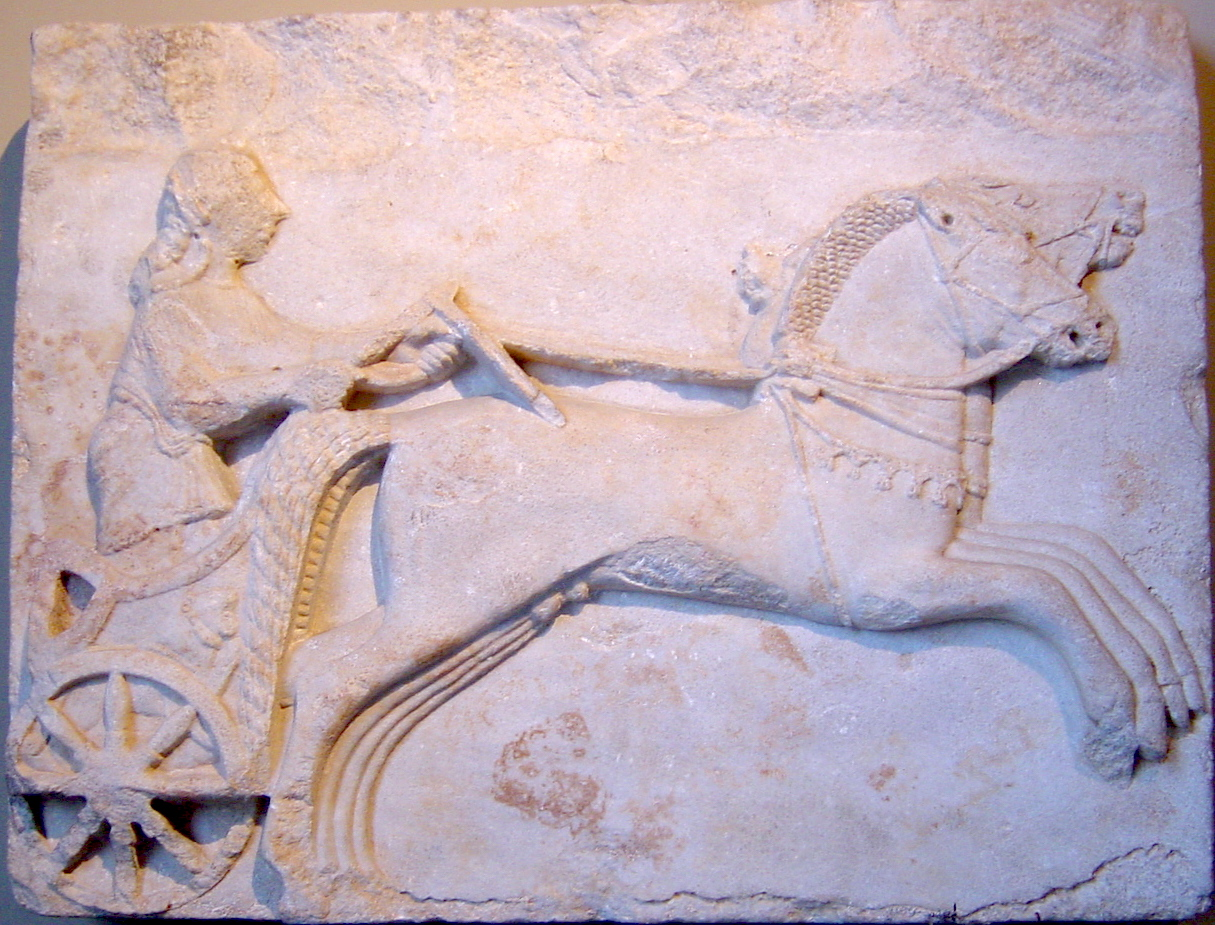
Auriga grec. Baix relleu del procedent de Cízic.

Un auriga era un esclau, o de vegades un home de classe baixa, que havia de conduir la biga, un vehicle lleuger tirat per dos cavalls, que era el mitjà de transport d'alguns romans, principalment dels comandants militars. Com que estava a les seves mans la seguretat del seu amo era seleccionat acuradament entre esclaus dignes de confiança.
Una altra teoria indica que era el nom donat a l'esclau que sostenia la corona de llorer durant els triomfs romans, xiuxiuejant contínuament «recorda que ets (només) un home» per evitar que la celebració arribés a enorgullir massa al general.
El terme va arribar a ser comú en les últimes èpoques, indicant el conductor de qualsevol vehicle. Al Museu d'Història de Girona es conserven un mosaic on hi ha representades quatre aurigues romanes.

## Descripció
L'auriga generalment es representava vestint una túnica curta, de vegades amb un casc de cuir que protegia el cap i portava un fuet amb un mànec curt a la mà dreta. Les regnes les portava al voltant de la cintura i lligades a l'esquena, una tècnica etrusca adoptada pels romans, per evitar que es perdessin, i s'utilitzava una cotilla protectora feta de corretges de cuir que protegia el bust de la fricció de les regnes.
Es necessitava una gran habilitat i coratge per guiar un carro, sobretot en els girs pronunciats de les metae, on els altres aurigues, els cavalls i els carros, intentaven molestar els seus rivals. Constantment hi havia accidents i gairebé totes les representacions antigues d'una cursa de circ mostren un o més carros bolcats. Això era especialment perillós, ja que l'auriga conduïa amb les regnes al voltant de la cintura i per poder-se alliberar en cas d'accident, portava un ganivet corbat (falx) penjat a la cintura.

## Curses de cavalls
En l'època imperial va augmentar el gust per les carreres, i els aurigues van esdevenir ídols de la multitud, encara que seguien sent esclaus i lliberts que competien en diverses categories: biga de dos cavalls, triga de tres, quadriga de quatre i carros amb tirs de sis, vuit i fins a deu cavalls.
Quan tothom estava degudament assegut al seu lloc i el magistrat que presidia l'espectacle llançava un mocador blanc, anomenat mappa, començaven les proves i aleshores, els aurigues, amb el flagellum, una mena de fuet, a la mà dreta i amb les regnes entortolligades a la cintura i subjectades amb la mà esquerra, es disposaven a fer les set voltes a l'entorn de la spina, o part central del circ. Cada auriga sortia a la pista amb una túnica del color del seu equip o facció. Els equips es distingien entre ells per quatre colors, vermell, blanc, blau i verd.
Al segle ii es van denominar miliaris a aquells aurigues que haguessin acumulat mil victòries. Eren molt famosos i respectats i acumulaven grans riqueses. Un dels més coneguts va ser un hispà - lusità anomenat Gai Apuleu Diocles (104-146), que es va dedicar a les curses de cavalls durant 24 anys. En el seu honor es va erigir un monument a prop del Circ romà.